# Saad al-Dawla
Saad al-Dawla (en arabe : سعد الدولة / saʿd ad-dawla), de son nom complet أبو المعالي سعد الدولة شريف بن أبي الحسن علي (abū al-maʿālī saʿd ad-dawla šarīf bin abī al-ḥasan ʿalī), est un émir d'Alep, de la dynastie des Hamdanides. Il devient émir le 8 février 967 après la mort de son père Ali Sayf al-Dawla, fondateur de l'émirat d'Alep. Il est alors jeune et il doit faire face à une importante offensive byzantine qui, en deux ans, conquiert les régions occidentales de son royaume, transformant l'émirat en un État vassal. Jusqu'en 977, Saad doit faire face à de multiples rébellions et désertions, qui l'empêchent de rentrer dans sa propre capitale, aux mains du principal ministre de son père, Qarquya. En maintenant de solides relations avec les Bouyides, il parvient à rétablir son autorité sur des territoires de la Jazira, mais son pouvoir est mis au défi par la rébellion du gouverneur Bakjour, soutenu par les Fatimides. En réaction, Saad en vient à s'appuyer sur le soutien croissant des Byzantins, même si son allégeance fluctue entre l'Empire byzantin, les Bouyides et les Fatimides. 

## Biographie

### Premières années
Saad al-Dawla est le fils de Sayf al-Dawla, le premier émir d'Alep, et de Sakhinah, la fille d'Abu Firas, un cousin de Sayf al-Dawla ainsi qu'un poète de cour. En février 967, son père décède et il n'a que quinze ans. Il habite alors à Silvan, la capitale de la province de la Jazira. Son accession au pouvoir n'est pas contestée mais l'émirat dont il hérite est en pleine déliquescence alors que les forces de l'empereur byzantin Nicéphore II Phocas viennent de conquérir la Cilicie et lancent des raids dans ses provinces occidentales et septentrionales. Enfin, des rébellions des plus proches lieutenants de Sayf al-Dawla ont affaibli l'autorité de ce dernier dans les années avant sa mort. 
Saad al-Dawla atteint Alep en juin ou juillet 967, alors que la cité est gouvernée depuis plusieurs années par Qarquya, le principal ministre de Sayf al-Dawla. Rapidement, il doit faire face à une rébellion de son oncle Abu Firas, alors gouverneur d'Homs. Elle dire jusqu'à la mort de son responsable au combat, en avril 968. Au même moment, Alep est menacée par les Byzantins et Saad al-Dawla, conseillé par Qarquya, quitte la ville. Toutefois, les Byzantins ne s'attaquent pas à la cité et Qarquya profite de l'occasion pour s'emparer de la capitale de l'émirat, soutenu par ses Ghulam (esclaves militaires). Accompagné par trois cents fidèles, Saad al-Dawla est contraint de vagabonder d'une ville à une autre, au travers de terres lui appartenant formellement mais sans véritablement les dominer. Plusieurs cités refusent de lui ouvrir leurs portes, notamment Saruj, Manbij et Harran. A Silvan, sa propre mère s'oppose à ce qu'il pénètre dans la ville. Finalement, il se réfugie à Homs. Dans le même temps, nombre des partisans historiques de son père rejoignent son cousin Abu Taghlib, alors émir de Mossoul, qui profite de la situation pour étendre son territoire. Peu après la mort de Sayf al-Dawla, il s'empare ainsi de Raqqa et, en 971, il étend son contrôle sur les provinces de Diyar Bakr et de Diyar Mudar. Saad al-Dawla est alors incapable de résister et accepte tacitement ces pertes territoriales ainsi que la suzeraineté de son cousin,.
L'année 969 est décisive dans l'histoire syrienne. Elle marque l'apogée de la progression byzantine. En octobre, les généraux Michel Bourtzès et Pierre s'emparent d'Antioche, s'assurant du contrôle du littoral nord de la Syrie. Peu après, les Byzantins marchent contre Alep et contraignent Qarquya à signer un traité, en décembre 969 ou en janvier 970, faisant de l'émirat d'Alep un protectorat byzantin dont l'émir est Qarquya et son successeur désigné Bakjour,. Au même moment, en Egypte, les Fatimides battent les Ikshidides et s'emparent du pays avant de progresser vers le sud de la Syrie. L'opposition entre les Byzantins et les Fatimides devient un élément central de l'histoire syrienne et d'Alep pour les cinquante prochaines années.

### Reprise d'Alep et lutte contre Bakjour, Byzance et les Fatimides
En 977, Saad al-Dawla finit par reprendre le contrôle de sa capitale, alors contrôlée par Bakjour qui a déposé et emprisonné Qarquya en 975. Saad al-Dawla est soutenu dans sa reconquête par quelques-uns des Ghulman de son père et, de manière plus décisive, par la puissante tribu des Banu Kilab vivant près de la cité. Qarquya est libéré et se voit de nouveau confier les affaires de l'émirat jusqu'à sa mort quelques années plus tard. Quant à Bakjour, il reçoit le gouvernorat d'Homs,,. Peu après, en 979, Saad al-Dawla parvient à profiter de la guerre entre Abu Taghlib et les Bouyides d'Irak pour reprendre certaines des terres de son père dans la Jazira. Après avoir reconnu la suzeraineté des Bouyides, il reçoit le gouvernorat de Diyar Mudar, à l'exception des cités de Raqqa et de Qasr al-Rahba. Au même moment, il reçoit du califat abasside, alors sous la coupe des Bouyides, le laqab sous lequel il est depuis connu.
Dans le même temps, Bakjour s'appuie sur son nouveau poste à Homs pour entrer en contact avec les Fatimides, qui espèrent l'utiliser pour soumettre Alep et compléter leur conquête de la Syrie. Saad al-Dawla lui-même balance entre les Fatimides et l'Empire byzantin. S'il ressent mal la domination byzantine et est prêt à reconnaître la suzeraineté des Fatimides, il ne souhaite pas que son territoire devienne une simple province fatimide, à l'image du sud de la Syrie. Sa première tentative pour se libérer de son statut de protectorat byzantin en 981 est un échec, en raison du manque de soutien dont il dispose. Quand une armée byzantine apparaît sous les murs d'Alep, il doit renouveler sa soumission. Pendant ce temps, les Fatimides poussent Bakjour à agir et, en septembre 983, il lance une offensive contre Alep avec le soutien des Fatimides. Saad al-Dawla est contraint de demander l'aide de l'empereur Basile II et le siège est levé par l'intervention des troupes byzantines, conduites par Bardas Phocas le Jeune. Les Byzantins mettent ensuite à sac la ville d'Homs en octobre. La cité repasse sous le contrôle des Hamdanides, tandis que Bakjour fuit en territoire fatimide, où il devient gouverneur de Damas,,,. En dépit de l'assistance byzantine, les relations restent tendues entre l'Empire byzantin et les Hamdanides car, après la fuite de Bakjour, des troubles éclatent entre les troupes byzantines et les forces hamdanides. Elles ne sont résolues que quand l'émir hamdanide accepte de payer le double du tribut annuel de 20 000 dinars d'or.
Les relations des Hamdanides avec Byzance se dégradent complètement en 985-986, après la prise par les fatimides de la forteresse byzantine de Banias. Saad al-Dawla refuse de poursuivre le tribut annuel aux Byzantins. Par conséquent, ces derniers, dirigés par Bardas Phocas, envahissent le territoire hamdanide et mettent à sac Kilis avant de se diriger vers le sud et d'assiéger sans succès la ville d'Apamée. En représailles, Saad al-Dawla envoie ses troupes raser l'église Saint-Siméon-le-Stylite,. Toutefois, peu après, en mai 986, la perspective d'une paix à venir entre Byzance et les Fatimides contraint Saad al-Dawla à se soumettre à nouveau et à accepter son statut d'État tributaire. Cela n'empêche pas Saad al-Dawla de soutenir le rebelle Bardas Sklèros dans son soulèvement contre Basile II en décembre 986, ni de reconnaître la suzeraineté fatimide au même moment, profitant de la guerre civile byzantine qui dure jusqu'en 989.
La guerre avec les Fatimides menace de reprendre en 991, à nouveau du fait de Bakjour. Après avoir gouverné Damas jusqu'à sa déposition en 988, il fuit à Raqqa. Là, avec un soutien limité des Fatimides, il essaie d'attaquer Alep. Saad al-Dawla parvient à le vaincre et à le faire prisonnier à Na'ura, grâce à l'aide des Byzantins, menés par Michel Bourtzès, le dux d'Antioche. Peu après, il le fait exécuter. Toutefois, les relations avec les Fatimides se dégradent avec l'arrestation des fils de Bakjour et c'est seulement sa mort d'une hémiplégie, en décembre 991, qui l'empêche de s'attaquer aux terres fatimides,,.
C'est son fils Sa'id al-Dawla qui lui succède à la tête de l'émirat.